# CCL24
CCL24‏ (None) هوَ بروتين يُشَفر بواسطة جين CCL24 في الإنسان.